# Xantholinus distans
Xantholinus distans är en skalbaggsart som beskrevs av Étienne Mulsant och Claudius Rey 1853. Xantholinus distans ingår i släktet Xantholinus, och familjen kortvingar. Arten har ej påträffats i Sverige.